# 小行星12850
小行星12850（12850 Axelmunthe）是一颗绕太阳运转的小行星，为主小行星带小行星。该小行星于1998年2月19日发现。

## 轨道参数
小行星12850的轨道半长轴为337 344 305 km，2.2549753 UA，离心率为0.212。